# Widerspruch (Dialektik)
Der Begriff Widerspruch und der damit verwandte Begriff Antagonismus (Neologismus aus altgriechisch ἀντί antí „gegen“ und ἀγωνισμός agonismós „Wettstreit“) sind philosophische Termini der Hegelschen wie auch der marxistischen Dialektik. Im Kontext der Dialektik wird der Begriff allerdings nicht im Sinne des Satzes vom ausgeschlossenen Widerspruch der traditionellen und der formalen Logik verwendet, sondern im Sinne sich polar gegenüberstehender Gegensätze. Widersprüche können zwischen materiellen und ideellen Erscheinungen bestehen, also zwischen Begriffen, Ideen und Aussagen, aber auch zwischen historischen Kräften, gesellschaftlichen Klassen, Tendenzen und Entwicklungen.

## Verwendung bei Hegel
Für Hegel, dessen Widerspruchslehre an die gesamte Philosophiegeschichte anknüpft, ist die geistige, gesellschaftliche und natürliche Welt von einer (der absoluten!) Idee beherrscht, die sich entwickelt und von der menschlichen Vernunft erkannt werden kann. In jeder Phase der Entwicklung gibt es zunächst einen Widerspruch, durch den die Bewegung der Sache entsteht und der seine Lösung in einem neuen Zustand der Idee findet. Hegel fasst die Bewegung selbst als den daseienden Widerspruch auf. Er vergleicht ihn in der Vorrede zur Phänomenologie des Geistes metaphorisch mit dem zur Veränderung führenden Moment einer sich entfaltenden Pflanze: „Die Knospe verschwindet mit dem Hervorbrechen der Blüte, und man könnte sagen, daß jene von dieser widerlegt wird; ebenso wird durch die Frucht die Blüte für ein falsches Dasein der Pflanze erklärt, und als ihre Wahrheit tritt jene an die Stelle von dieser. Diese Formen unterscheiden sich nicht nur, sondern verdrängen sich auch als unverträglich miteinander. Aber ihre flüssige Natur macht sie zugleich zu Momenten der organischen Einheit, worin sie sich nicht nur nicht widerstreiten, sondern eins so notwendig als das andere ist...“ Durch die dialektische Bewegung der Vernunft wird der Widerspruch, beziehungsweise ist er immer schon in dem Absoluten aufgehoben. Hegels spekulativer Ansatz versteht sich als Darstellung der Idee des Geistes, die sich durch die Widersprüche hindurch entwickelt.

## Verwendung bei Marx
Karl Marx und seine Nachfolger übernahmen den Hegelschen Begriff des Widerspruchs und wandten die Dialektik Hegels nach grundsätzlicher Kritik auf materialistischer Grundlage als Forschungs- und Darstellungsmethode  gesellschaftlicher und insbesondere wirtschaftlicher Prozesse an (vgl. Dialektischer Materialismus und Historischer Materialismus). Besonders bekannt ist der Widerspruch zwischen Arbeit und Kapital und der zwischen Gebrauchswert und Wert einer Ware, der in der Wertformanalyse des ökonomischen Hauptwerkes von Marx „Das Kapital“ eine grundlegende Rolle spielt. Marx verwendete den Begriff „Widerspruch“ nicht im Sinne des formal-logischen Satzes vom Widerspruch, sondern im Sinne gegensätzlich gerichteter Kräfte und Tendenzen, die zur Veränderung und Entwicklung eines Systems führen. Dabei wird zwischen antagonistischen (z. B. Arbeit und Kapital) und nicht-antagonistischen Widersprüchen (ein Planet wird von der Sonne angezogen und durch die Zentrifugalkraft von ihr weggetrieben – die Planetenbahn verkörpert die Lösung dieses „Widerspruchs“) unterschieden. Im Rahmen der marxistischen Kritik am Kapitalismus sind vor allem die antagonistischen Widersprüche interessant. Der Begriff „Widerspruch“ wird in diesem Kontext vorrangig im Sinne von „Gegensatz“, aber auch im Sinne von Feindschaft sozialer Klassen im Klassenkampf und in der Revolution aufgefasst: Der Widerspruch bekommt eine Verlaufsform. Die Lösung antagonistischer Widersprüche besteht im Untergang einer der gegeneinander agierenden Klassen. Dagegen dominieren nicht-antagonistische Widersprüche in der Darstellung von Problemen des real existierenden Sozialismus.